# 海特馬尼夫卡 (庫皮揚斯克區)
49°44′39″N 37°5′59″E / 49.74417°N 37.09972°E
海特馬尼夫卡（烏克蘭語：Гетьманівка）是位於烏克蘭東部的村莊，由哈爾科夫州庫皮揚斯克區的舍夫琴科韦市镇負責管轄。該村處於大布爾盧克河左岸，始建於1797年，面積2.3平方公里，海拔高度104米，2001年人口733。